# Шишков, Николай Леонович
Николай Леонович (Леонтьевич) Шишков (11 ноября 1868 — 14 января 1931) — симбирский и олонецкий вице-губернатор, действительный статский советник.

## Биография
В 1911 году был предводителем дворянства в Данковском уезде Рязанской губернии и почётным мировым судьёй этого уезда.
В 1913 году в чине коллежского советника служил чиновником особых поручений V класса в Главном управлении землеустройства и земледелия.
Не позже 1911 года было пожаловано звание камер-юнкера, в 1915 году — чин действительного статского советника и звание камергера.
Член Московского попечительного комитета.
С 1915 г. — симбирский вице-губернатор, почетный член Симбирского отделения Попечительства о материнстве и младенчестве, председатель совета Братства Святой Равноапостольной Марии Магдалины при Мариинской гимназии, почетный член Симбирского общества сельского хозяйства, член Симбирского добровольческого пожарного общества.
С начала 1917 г. — последний олонецкий вице-губернатор.
Отстранен от должности согласно указу Временного правительства от 5 марта 1917 года.
Председатель Общества изучения Олонецкой губернии (1917).
Арестован в 1930 г. по обвинению в антисоветской агитации и шпионаже и расстрелян в январе 1931 г.